# Genaemirum vulcanicola
Genaemirum vulcanicola är en stekelart som beskrevs av Heinrich 1967. Genaemirum vulcanicola ingår i släktet Genaemirum och familjen brokparasitsteklar. Inga underarter finns listade i Catalogue of Life.